# 식인

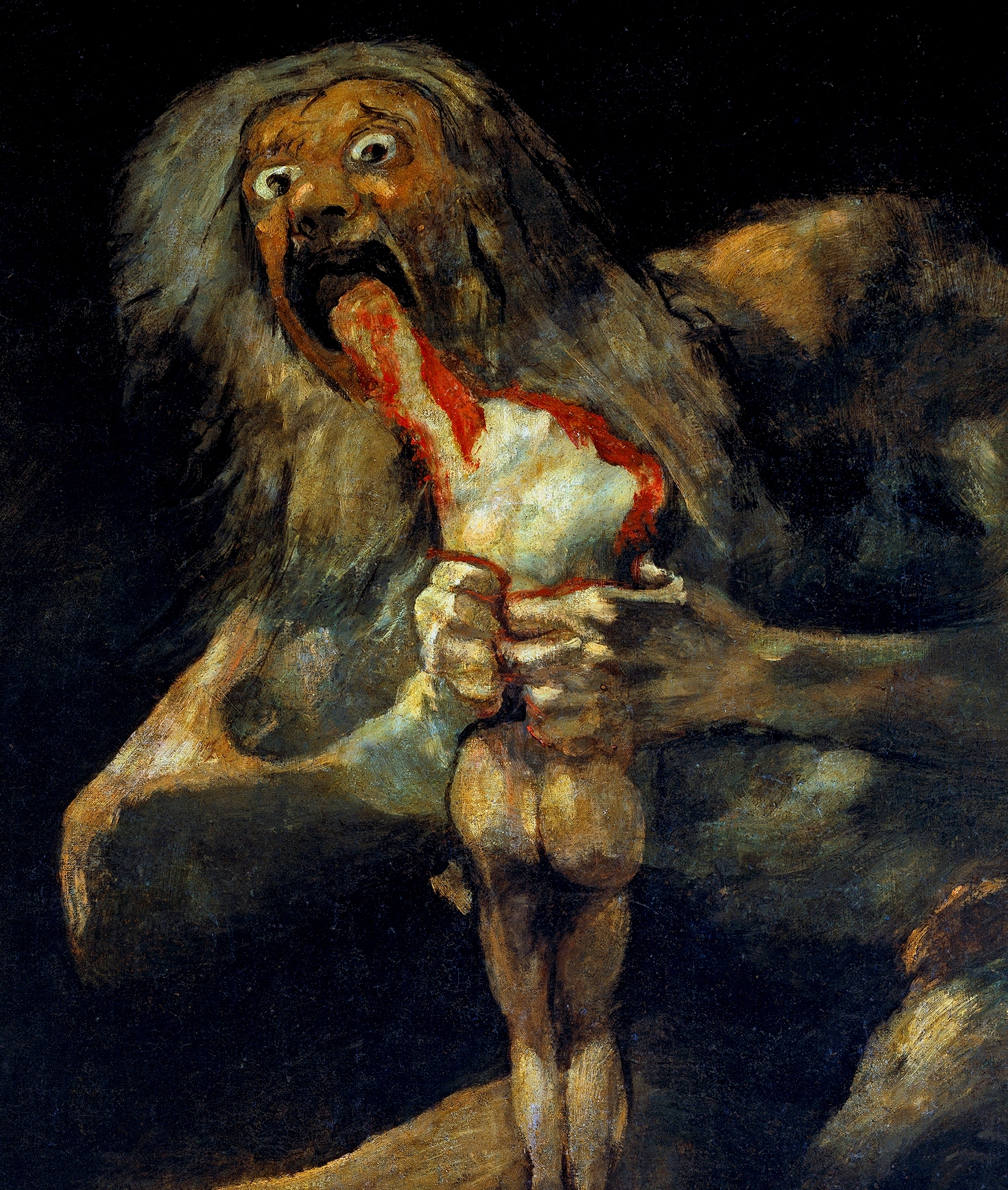
프란시스코 고야의, 《자식을 잡아먹는 사투르누스》

식인(食人, 영어: human cannibalism, anthropophagy)이란 인간의 동족포식, 즉 사람이 다른 사람의 고기나 내장을 먹는 행위나 관행을 말한다. 생물학 용어로 '카니발리즘'(cannibalism)이란 각종 생물의 동족포식 전반을 가리키는 말로 확대되어 쓰인다.
인류학적으로 현생 인류의 조상 뿐 아니라 고인류인 네안데르탈인과 호모 안테세소르도 플라이스토세에 어느 정도 식인 풍습을 행했다는 증거가 있다. 이집트에서는 고대와 로마시대에 식인 풍습이 있었고, 나중에는 심각한 기근이 들 때 행해졌다. 소앤틸리스 제도의 원주민인 카리브족은 영어로 식인종을 가리키는 '카니발'(cannibal)의 어원으로서, 17세기에 이들이 사람의 살을 먹는다는 전설이 확인되면서 악명이 퍼졌다.
이러한 이야기의 정확도와 문화적 맥락 속에서 실제로 식인 풍습이 얼마나 만연했는지에 대해서는 논란이 있다. 식인 풍습을 묘사하는 기록은 대부분 외부인에 의해 기록되었으며, 특히 식민 시대에 비유럽인에 대한 정복과 착취를 정당화하는 데 자주 사용되었으므로 이러한 출처는 수용되기 전에 비판적으로 검토되어야 한다. 일부 학자들은 세계 어느 곳에서도 식인 풍습이 사회적으로 용인되는 관행이었던 사례가 확실한 증거로서 존재하지 않는다고 주장하지만, 이러한 입장은 실제 증거가 뒷받침하는 일부 식인 풍습의 존재와 양립되지 않으므로 대체로 거부된다.
식인 풍습의 존재는 피지, 아마존 분지, 콩고 분지, 뉴질랜드의 마오리족을 포함하여 세계 여러 곳에서 잘 기록되어 있다. 또한 식인 풍습은 뉴기니와 솔로몬 제도 일부 지역에서도 행해졌으며, 멜라네시아 일부 지역과 콩고 분지의 시장에서는 인육이 판매되기까지 했다. 근대 초기 유럽에서는 의료 목적으로 신체 부위나 피를 먹는 식인 풍습이 유행하였는데, 이 관행은 17세기에 절정에 달하여 19세기 후반까지 계속되었다. 최근까지도 파푸아뉴기니 일부 지역에서는 문화적 이유로 식인이 여전히 행해지고 있다. 식인 풍습은 인류학자들에게 "허용 가능한 인간 행동의 범위"가 무엇인지 정의하는 데 중요한 시험이 되기 때문에 문화적 상대주의의 한계로서 자주 연구되고 있다.
문화인류학에서의 "식인 풍습"이란 사회적, 제도적으로 인정된 관습이나 풍습을 가리키며 일시적인 기아상태에서의 긴급하고 피난적인 경우나 정신이상에 의해 의한 것을 가리키지 않는다. 그러나 풍습과 무관하게 식인 행위는 이러한 극단적인 사례에서 종종 일어난 것이 기록되어 있다. 특히 현대까지 이어지는 수많은 역사적 사례에서 기근으로 고통받는 사람들이 최후의 수단으로 행하는 경우가 종종 있는 것을 알 수 있다. 최근의 잘 알려진 예로는 도너 파티(1846~1847), 홀로도모르(1932~1933), 그리고 생존자들이 시체를 먹은 것으로 알려진 우루과이 공군기 571편 조난 사고(1972) 등이 있다. 또한 앨버트 피쉬, 사가와 잇세이, 제프리 다머, 아르민 마이베스와 같이 성적 쾌락을 위해 식인에 관여한 사례도 있다. 식인은 현대의 여러 전쟁에서 일어난 것이 기록되어 있는데, 특히 라이베리아와 콩고 민주 공화국의 내전에서 그러하였다.

## 언어적 유래
식인을 가리키는 영어 카니발리즘(cannibalism)은 에스파냐어의 카니발(canibal)에서 유래하였다. 16세기경 서인도 제도를 발견했던 에스파냐 사람들은 서인도 제도의 카리브인들이 인육(人肉)을 먹는다고 믿었는데, 카리브인을 지칭하는 'carib'라는 말에서 현재의 '식인'이라는 말이 유래하였다. 이 말에는 '서양 기독교의 윤리관에서 벗어난 식인 풍습' 즉 '식인 기호'를 나타내는 의미가 강하다.
발음상 유사성으로 으레 사육제를 뜻하는 「카니발(carnival)」과 혼동되기 쉬운데, 사육제를 가리키는 용어 카니발은 중세 라틴어의 「carnelevarium(「고기」를 뜻하는 「carn-」과 「가져가다」라는 뜻의 「levare」가 합쳐진 것)를 어원으로 하며, 본래 라틴어에서도 혼동되거나 구분되지 않는 경우가 많아 독해 때 주의가 필요하다. 한편 「식인」이라는 의미의 단어는 그리스어에서 유래한 「안토르포파지(anthropophagy)」가 역사적으로 더 오래된 용어인데, 「사람」을 뜻하는 「anthropo」와 「먹다」라는 뜻의 「phagy」의 합성어이다.

## 분류
'습관'으로서의 식인은 크게 두 부류로 나뉜다.
1. 사회적 행위로서의 식인
2. 사회적 행위가 없는, 단순히 먹기 위한 의미로서의 식인

### 문화인류학적인 식인
특정 사회의 경우 대상의 고기를 섭취함으로써 자신에게 특별한 힘 또는 영예를 얻을 수 있다고 믿는 경우가 있다. 으레 그 사회의 종교관(특히 토테미즘)과 밀접한 관련이 있으며, 식문화보다 문화인류학, 민속학에 속하는 의제이다. 자신의 동료를 먹는 족내(族內) 식인과, 자신들의 적을 먹는 족외(族外) 식인으로 크게 구분된다.
족내 식인의 경우 죽은 자에 대한 애착에서 영혼을 이어받는다는 의식적 의미가 있음이 지적된다. 즉 친족이나 지인들이 죽은 자를 먹음으로서 죽은 자의 영혼이나 육체를 나누어 갖고, 죽은 자가 생전에 가졌던 지혜와 능력마저도 이어받을 수 있다는 생각에서 나온 것인데, 모든 육신을 땅에 묻거나(매장) 불태워버리면(화장) 현세에는 아무것도 남지 않게 되므로 이를 애석하게 여겼던 행위로 볼 수 있다. 일본어에 남아있는 「뼈 씹다(骨噛み)」라는 단어도 이런 의미가 포함된 풍습으로 여겨지고 있다. 또한 인신공양(人身供養)으로 볼 것인가 장례 의식의 일부로 볼 것인가에 따라 의미가 달라지지만, 뉴기니섬의 한 부족들 사이에 유행했던 '쿠루병'이라 불린 인간 광우병은 이러한 족내 식인이 원인이 되었음이 알려져 있다.
족외 식인의 경우 대부분 복수 등 증오의 감정이 실려 있음이 지적된다. 족내 식인에서 보이는 것이지만 자신이 먹는, 자신에게 먹히는 자가 가진 힘을 자신의 것으로 만들고자 하는 의도도 지적되고 있다. 대표적인 사례로 각국에서 보고된 전장에서의 인육 식인(식량 보급이라는 합리적 견지에 따랐던 경우를 제외하고)을 들 수 있는데, 원주민들에게 잡아먹힌 유럽인 탐험대의 일화 등도 이에 해당된다.
또한 단백질의 공급원이 부족한(혹은 그렇게 된) 지역에서 인육을 먹는 풍습을 갖는 경향이 높다는 설이 있다. 실제로 식인이 광범위하게 행해진 뉴기니섬의 경우는 다른 지역보다 돼지 등 가축의 전파가 늦었을 뿐더러 그것을 보충할 수 있는 대형 야생 동물도 서식하지 않았다. 그런 점에서 이들의 족외 식인은 원래는 사회적 의도에서 이루어진 행위가 아니었을 가능성을 시사한다..

### 약으로서의 식인
죽은 자의 피와 살이 강장제나 미약(媚薬)이 될 수 있다는 사고는 유럽을 비롯한 전 세계에서 확인되는데, 이것을 족내 식인의 일환으로 설명하는 연구자도 있다. 인간의 미라는 일종의 한방약으로서 '불로불사'의 약효가 있다고 여겨져 주로 가루로 빻은 것이 약으로서 음용되었는데, 일본에까지 약으로 수출되기도 했다. 또한 중국이나 일본, 인도에서는 간과 뇌 등을 약으로 섭취하기도 했으며, 오늘날에도 태반이 건강이나 미용을 위해 쓰이는 경우도 볼 수 있다.

### 긴급상황에서의 식인
긴급한 사태 속에서 식량이 부족해 생존에까지 지장이 생기는 경우에서 벌어진 식인은 동서고금을 막론하고 흔하게 발견되는 것이다. 최근의 대규모 사례는 1972년에 있었던 우루과이 공군기 571편 조난 사고가 있는데, 조난된 승객들은 사망한 승객의 시신을 먹으며 구조될 때까지 72일 동안 살아남았다. 이런 사례는 엄밀히는 식인에 포함되지 않지만, 그것이 상습화될 경우 식인으로 파악된다. 예를 들어 1846년 미국에서 개척자들의 대상 행렬이 시에라네바다 산맥 산중의 토랏키 호반에서 조난당하는 사고가 발생했는데, 구조될 때까지 이미 대상단 인원 가운데 죽은 자를 먹는다는 긴급 대피조치가 이루어지고 있었다. 또한 악천후나 당시의 구조 기술의 한계로 인해 그들은 오랜 기간, 몇 차례에 나뉘어 구조되어야 했다. 그런데 가장 마지막으로 구조된 사람의 경우, 앞서의 구출 작업에서 식량으로서 전달된 소의 간이 있었음에도 불구하고 함께 남아있던 여성의 고기를 먹었다. 이것은 긴급사태에서의 식인이 '기호'로서 먹기 위한 식인으로 변질된 대표적 사례로서, 그는 살인 혐의를 받았으나 증거 불충분으로 방면되었다.
또 기근이나 전쟁 등에 의한 식량 부족에 의한 사람 육식도 역사상 세계 각지에 보인다.

### 기호로서의 식인
기호로서의 식인, 즉 인육 기식(嗜食)은 특수한 심리상태에서 이루어진 살인 사건에서 가끔 보이는, 긴급성도 없고 사회적 뒷받침(필요성)도 없는 행위이다. 대부분의 엽기 살인에 수반되는 시체 훼손 등으로 나타나며, 문명 사회에서는 직접 살인을 저지르지 않았다 해도 시체 훼손 등으로 죄를 물을 뿐 아니라 윤리적인 측면에서도 용납되지 않는 행위 터부의 음식으로 금기시된다. 금기로 여겨짐에도 불구하고 그렇기 때문에 이를 다룬 문학이나 예술이 많다. 소설에서는 푸른 두건, 스위니 토드, 한니발 렉터 등이 알려져 있다.
또한 식인은 종종 성적 환상을 가지고 받아들이며 그러한 페티시즘을 보이는 사람도 다수 존재한다. 실제로 성적인 식인을 한 사례는 연쇄살인범 알버트 피쉬, 에드 게인스, 제프리 다머, 프리츠 할먼, 안드레이 치카치로 등이 있으며, 성적인 환상을 베이스로 하면서도 보다 '식인'의 측면을 중시한 게오르그 카를 그로스만(Carl Großmann), 니콜라이 듀마 가리에프(Nikolai Dzhumagaliev)는 희생자 또한 많았다. 파리 인육 사건의 경우 범인인 사가와 잇세이(佐川一政)는 자신의 책에서 자신이 프랑스 유학 중에 살해해서 그 시체를 먹은 프랑스인 여대생의 고기를 「굉장하다」거나 「맛있다」고 기술하는 등, 피해자에 대한 증오는커녕 동경을 보이고 있어, 사건 당시 사가와 자신의 정신상태는 성적 환상 속에 있었다고 기술하고 있다.
2001년에는 독일에 사는 아르민 마이우에스가 식인 관련 인터넷 사이트에서 자신에게 먹히고 싶은 남자를 모집하고 이에 응해서 찾아온 남자를 죽여 그 시신을 먹은 사건이 일어나기도 하고, 2007년에는 프랑스 북부 뤼앙의 감옥에서 35세의 남성 수형자가 다른 남성 수형자를 살해하고 흉부 고기와 폐 등 사체 일부를 감방에 비치되어 있던 주방과 스토브에서 요리해 먹는 사건이 일어났다.
최근에는 러시아의 젊은층에서 식인 사건이 빈발하고 있는데, 2008년에는 악마 숭배를 표방한 소년 소녀 8명이 또래 4명을 참살하고 그 고기를 먹는 사건이, 2009년에는 메탈 밴드를 결성한 유리 모지노프 등 두 청년이 자신들의 팬이었던 소녀를 죽여 그 고기나 내장을 먹는 사건이 일어나고 있다. 모두 범행 동기는 "악마로부터 도망치고 싶었다"거나 "만취한 상태에서 배가 고팠다" 등 이해할 수 없는 진술만을 고수하고 있었다.

## 세계 각지의 식인

### 남아메리카 / 오세아니아 / 아프리카
남미의 원주민들은 종교적 혹은 최근 연구 결과로는 조금 이해할 수 없는 이유로 식인에 관련된 문명을 발전시켰으며 Death Whistle 같은 악기를 만들기도 했다. 이스터 섬에서는 1600년경부터 1700년경에 걸쳐 인구가 약 70% 감소했다. 그 요인으로 현지 주민의 인위적인 환경 파괴(모아이 상을 만들기 위한 삼림 벌채 등)를 들 수 있지만, 결과적으로 야생 동물의 고기 공급원이 없어지면서 최종적으로는 인육을 먹게 되었다고 하는 것이다. 덧붙여 당시의 폐허로 버려진 주거지 유적에서 인골이 발견되기도 했다. 또한 넬슨 록펠러(당시 뉴욕 주지사)의 아들이었던 인류학자 마이클 록펠러(Michael Rockefeller)가 1961년 뉴기니의 오지에서 원주민에게 살해당해 먹혔다는 보도도 있다. 아프리카에서 피그미족은 가까운 민족과도 심한 차이를 보여서 많은 차별을 받았고 사냥이나 식인을 당하기도 했다.

### 유럽
에스파냐 북부의 아타프엘카 유적에서 발굴된 「최초의 유럽인」의 유골에서 이 시대의 선사 인류들이 인육 특히 어린아이의 고기를 즐겨 먹었음이 밝혀졌는데, 유골 등의 분석에 따르면 무언가 종교, 사회적인 의식에서가 아니라 순전히 식용으로서 행해진 식인이었다. 당시 식량과 물도 풍부했고 멧돼지나 말, 사슴 사냥도 가능했던 그들이 식량이 부족해서 식인을 한 것이 아니라 적대시하던 상대를 죽이고 그 고기를 먹었다는 것이다.
훗날 유럽에 전파된 기독교는 식인을 강한 금기로 치부했다, 고 현대의 기독교 관계자는 주장하고 있지만, 실제로는 전쟁, 기근, 종교적인 이유로 식인이 널리 시행되었다. 제1차 십자군 원정에서 십자군 병력이 시리아의 마앗라를 함락시켰을 때(마앗라 공방전) 식인이 이루어졌다는 기록이 남아 있다. 아랍인뿐 아니라 프랑크인(서방) 양쪽에서 이를 증언하고 있는 점에서 신빙성이 높다. 당시 십자군의 식량 사정은 몹시 초라했기에 현지 조달의 일환으로 약탈 뿐 아니라 현지 주민들을 죽여 그 고기까지 먹었다는 것이다.
1274년에 사망한 토마스 아퀴나스의 시신은 당시 고가였던 성유물이 흩어질 것을 두려워한 제자 수도사들에 의해 가공 보존되고 그 머리는 조리되었다고 호이징거는 전하고 있다. 또한 1315년부터 1317년에 걸친 대기근 때에 식인이 있었다고 하지만, 그것이 어느 정도 규모였는지에 대해서는 논의가 나뉘고 있으며 근세 이후 난파선 안에서 표류하는 와중에 식인이 있었다는 사례가 짬짬이 기록되고 있다.
15세기 스코틀랜드에 살던 소니 빈 가족이 산을 지나는 여행자들을 먹고 살았다는 기록도 있지만 19세기 이후의 기록으로 신빙성은 낮다.
인육을 먹은 것은 아니지만, 1805년의 트라팔가 해전에서 전사한 영국 해군 제독 허레이쇼 넬슨의 시신은 부패를 막기 위해 럼주가 든 통에 담가져 본국으로 옮겨졌지만, 위대한 넬슨을 닮고 싶어한 수병들이 안에 시체와 함께 든 럼주를 훔쳐 마시는 바람에 막상 귀국했을 때에는 통이 텅 비어있었다고 한다(이 일화에서 럼주를 '넬슨의 피'로 부르게 되었다고 한다). 북미 대륙으로 이주해 온 유럽 식민지 개척자들이 제임스 타운에서 식인을 했었다는 연구 결과도 있다. 신세계에 이주해 온 식민지 이주자들이 엄격한 생활 환경에 따라 식인 행위를 강요당했을 가능성은 오래전부터 지적된 것이다.
「성적인 식인」 항목에서 언급했던 프리츠 하루만, 게오르그 카를 그로스만 등의 범행이 행해진 시기의 독일은 제1차 세계대전 패전의 후유증이 가시지 않았던 때였다. 극도의 인플레이션에 휩싸인 독일에서는 만성적으로 고기가 부족했는데, 그 와중에 벌어진 두 사람의 범행은 성적인 것이 주를 이루는 한편으로 약간의 경제적 목적을 추구한 면도 있었다(그 경제적 목적으로 인육을 시장에 유통시키기 위한 카를 덴거의 '상품 개발' 과정에서 범행이 드러나 체포되었던 것이다). 이들 세 사람의 범행은 전후 부랑자로 득시글거리던 당시 독일에서 수십 명 단위의 희생자가 나올 때까지도 발각되지 않았다.
그 뒤 독일에서는 제2차 세계대전 중 나치의 수용소 안에서 수감자들이 인육을 먹는 일이 있었음이 빅토르 프랑클의 『밤과 안개』에 수록되어 있다. 우이크토르는 유대인 의사로 실제로 나치에 의해 강제 수용소로 보내졌는데, 이것은 그때의 체험을 바탕으로 한 작품이다.

### 아시아
기근이나 전쟁으로 사람을 먹는 행위는 다른 지역과 크게 다르지 않았지만, 종교 의식에서 식인이 행해진 경우가 주목된다.
헤로도토스는 자신의 저서 《역사》에서, 앤도로파고이라는 부족의 식인 풍습이나, 미디아 왕국의 왕 아스튜아게스가 장군 하르파고스에게 그의 자식을 먹게 한 일화를 수록하고 있는데, 이것은 전설적이나마 유럽의 관점에서 아시아인(을 비롯한 이민족)의 식인에 관한 기술로 꼽힌다.
인도에서는 시바교의 일파인 아고리의 행자가 식인을 한다. 그들은 신통력을 얻기 위해 갠지스강에 수장된 시신을 건져 그것을 먹는다. 인도에선 땅이 크고 인구가 많아서 식인종이었던 사람들도 꽤 오래 남아있었다. 사회적 행위가 아닌 경우로는 2009년에 하리야나 주에서 화장터 직원들이 타고 남은 사체로 저녁 반주를 하는 사건이 일어나기도 했다.
티베트에서도 1930년대에 샴발라를 표방하는 종교 단체가 신도를 공양해 식인 의식을 했다는 보고가 있다. 중국에서도 식인 행위가 있었고 식인종들도 존재하였으나 유학자들에 의해 한족으로 통합되었다.
베트남에서는 1950년대부터 1960년대에 걸쳐 고딘디엠의 남베트남 정부군이 반군세력 소탕작전에서 사람의 생간이 정력에 좋다는 속설에 따라 반정부 세력으로 지목된 베트남 민중의 간을 적출해 먹는 사건도 있었다.

#### 한국
한국에서 식인 문화는 이미 「손가락을 끊고(断指)」, 「허벅지 살을 베어(割股)」 등의 형태로 신라 시대부터 조선 말기까지 존재했다. 효도라는 형태 외에도 직접적으로 인육을 약으로 삼은 것에 대해서는 《중종실록》 중종 21년 무렵부터 광범위하게 퍼져 있었는데, 《선조실록》 선조 9년(1575년) 6월에는 산 사람을 죽이고 생간을 꺼내 판 혐의로 체포된 기록이 등장하고 있다. 대한민국 임시정부의 주석이었던 김구(金九) 선생은 자신의 자서전 《백범일지》에서 자신의 허벅지 살을 베어 병든 아버지에게 먹였다고 증언하고 있는데(그의 아버지도 자신의 어머니 즉 백범의 할머니에게 손가락을 끊어 피를 마시게 해서 사흘을 더 살게 했었다는 일화가 남아 있다). 당시 조선에서 이러한 민간요법은 일제 식민지 시대에도 오랫동안 병으로 누운 남편에게 자식을 죽여 생간을 먹이거나 나병을 고치기 위해 아이를 산에 데려가 죽이고 생간을 빼내려 한 행위가 발견되기도 한다(물론 이 시대의 조선인 사회에서도 이러한 약으로서의 식인행위는 전근대적이고 비과학적인 인습으로 치부되어 일반적으로는 용납되지 않았다).
그러나 21세기에도 인육을 약으로 믿어 자양강장, 회춘의 효과가 있다고 믿고 복용하는 경우도 있다. 특히 중국에서 밀수된 인육을 동봉한 캡슐이 뒷거래로 나도는 것이 2011년 8월 한국의 세관 당국에 의해 발표되어 국내외의 큰 문제가 되었다. 한국의 세관과 경찰, 보건 당국이 단속에 나섰음에도 이미 대량으로 나돌게 된 인육 캡슐은 적발이 쉽지 않았고, 1정에 3만 원 정도로 거래되고 있었다.

#### 일본
일본에서 식인은 전설상의 스이제이 천황(綏靖天皇)이 일곱 명을 먹었다는 《신도집(神道集)》의 고사를 비롯해 슈텐도지(酒呑童子) 설화의 미나모토노 요리미쓰(源頼光) 일행, 아다치가하라(安達原)의 오니바바(鬼婆)의 집에 들은 나그네 이야기 등 여러 설화에서 식인이 목격되고 있다.
《도노 모노가타리 습유(遠野物語拾遺)》제296화와 제299화에서는 도노마치(遠野町)에서 5월 5일에 스스키모치(薄餅)라는 떡을, 7월 7일에 훗타 소면(筋太の素麺)을 먹는 풍습의 유래에 대해서 죽은 애처의 살과 힘줄을 먹었던 남자의 이야기를 전하고 있다. 또한 중국이나 한국의 식인에서 보이는 '할고'의 풍속은 일본에서도 《명량강범(明良綱範)》 등에서 보이고 있는 이야기다.
센고쿠 시대의 자료인 《신장공기(信長公記)》에는 오다 노부나가의 부장이었던 하시바 히데요시(羽柴秀吉)가 돗토리 성(鳥取城)을 병량공격할 때 성안의 병사들이 풀뿌리며 우마를 잡아먹다 못해 성을 탈출하려다 오다군의 총에 맞아 쓰러진 사람을 먹으려 다투는 이야기가 등장한다.
에도 시대의 수필 《신저문집(新著聞集)》에는 겐로쿠(元禄) 연간에 증상사(増上寺)의 승려가 장례식에서 죽은 자의 머리를 깎이다가 실수로 두피를 약간 긁어 떨어뜨리는 바람에 그것을 감추느라고 자신의 입에 넣었는데, 그것을 몹시 맛있다고 생각하고는 자주 묘지로 나가 무덤을 파고 시체를 먹었다는 이야기도 실려 있으며, 보신 전쟁(戊辰戦争) 때에는 막부측의 총지휘관이었던 마쓰다이라 마사타다(松平正質)가 적병의 볼살을 구워 술안주로 먹었다거나, 사쓰마번(薩摩藩)의 병사들이 시체에서 간을 꺼내 삶아 먹었다는 기록도 남아 있다.
가장 확실한 기록은 에도 시대의 4대 대기근 때에 인육을 먹었다고 하는 것이다. 덴메이 대기근 때인 덴메이(天明) 4년(1784년) 히로사키(弘前)에서 식인 사건이 일어났다고 다치바나 난케이(橘南渓)가 《동유기(東遊記)》에 적고 있다.
인육을 민간요법에서의 치료약으로 활용한 기록에 대해서, 에도 시대 처형된 죄인의 시체를 상대로 일본도(日本刀)의 성능을 시험하는 것을 직업으로 삼고 있던 야마다 아사고에몬(山田浅右衛門)이라는 사람이 시체에서 빼낸 간을 말린 것을 약으로 팔고 있었는데, 당시 일본에서 이것은 정당한 약재로 인정받았으며, 야마다 집안은 이를 통해 다이묘와도 맞먹을 재력을 쌓아 올렸다고 한다.
메이지 유신 이후, 정부는 메이지(明治) 3년(1870년) 4월 15일자로 사람의 간, 뇌수, 음경 등의 밀매를 엄금하는 변관 포고를 내렸다. 그러나 이들 인체에 대한 밀매는 여전히 성행하여 자주 사건으로 입건된 일이 신문에 보도되기도 했다. 작가 하세가와 시구레(長谷川時雨)는 메이지 중기의 이야기로서 "폐병에는 죽은 사람의 물, 화장된 사람의 뼈단지 밑에 고인 물을 먹으면 좋은데 이건 뇌를 태운 것"이라며 보여준 「영약(霊薬)」 꾸러미를 보고 새파래졌던 자신의 체험담을 이야기한 적도 있다. 쇼와(昭和) 40년대까지 일본 각지에서는 만병통치약이라는 속설을 믿고 매장된 시신을 파서 간이나 내장을 적출하여 불태운 것을 고가에 팔거나 병자에게 먹이거나 한 혐의로 체포된 일이 신문에 종종 보도되었다.
이같이 인간의 내장을 약으로 삼았던 것에 대해서 아직 밝혀진 것은 아니지만 마나세 도산(曲直瀬道三)의 양자였던 마나세 겐사쿠(曲直瀬玄朔)는 의학서 「일용식성(日用食性)」에서 동물의 고기를 수프나 찜, 회 등으로 조리해 먹으면 각종 질병을 고칠 수 있다고 해설하고 있으며, 육식 자체가 약 처방으로 간주되고 있었음을 보여주고 있다. 또한 한방약(동양의학)에서 곰의 쓸개(웅담)는 담석증, 담낭염, 위궤양 진통, 진정에 효과가 있다고 해서 최고급 약품으로 치부되었다. 에도 중기의 고방파(古方派) 의사였던 고토 간산(後藤艮山)은 웅담환(熊胆丸)이라는 약을 조제 처방하기도 했다. 이러한 약학적인 생각은 중국이나 인도에서 전해진 것으로 보이는데, 불교 설화 등에도 의약적인 인간의 내장 섭취에 대한 기술이 있다.
제2차 세계 대전 당시 보급품이 부족한 일본군이 연합군 포로, 현지 노동자, 조선인 군무원, 군속 및 노동자를 식인한 경우도 빈번하게 발생하였다. 오가사와라 사건 당시 일본군은 미군 포로들을 죽인 후 그들의 인육을 섭취하였으며, 밀리 환초에서도 식량이 부족하자 조선인 군속들을 살해한 뒤 고래고기라고 부르며 식인을 하였다.

## 같이 보기
- 식인 영화
- 보라레필리아
- 오가사와라 사건(치지시마 사건)
- 우루과이 공군기 571편 조난 사고
- 식인동물